# لافرينتي بيريا
لاَفْرِينْتِيْ بَافْلُوفِيتْشْ بِيرِيَا هو سياسي سوفيتي (29 مارس 1899 - 23 ديسمبر 1953) وكان رئيساً للأمن السوفيتي وجهاز الشرطة السرية في عهد ستالين.
بنهاية التطهير العظيم وهي الحملة التي نظمها ستالين لتطهير الحزب الشيوعي والمؤسسات الحكومية 1937-1938 أصبح بيريا رئيساً للبرلمان، ولاحقاً رئيساً للمفوضية الشعبية للشؤون الداخلية (وهي منظمة شعبية للشرطة السرية في عهد ستالين قامت بالقمع السياسي) وقد قام بتطهير عناصرها بنفسه.

## الصعود للقوة
ولد بريا ميرخولي بالقرب من أبخازيا حالياً، أبوه بافل بريا وهو أذري، درس في مدرسة تقنية في سخومي، والتحق بالبلاشفة في عام 1917 عندما كان طالب هندسة في باكو.
في عام 1919 عمل بريا في خدمة الأمن في جمهورية أذربيجان الديمقراطية، في عام 1920 أو 1921 حسب اختلاف الروايات التحق بالشرطة السرية البلشفية جيكا (بالإنجليزية: Menshevik)‏ (و هو فصيل من حركة الثورة الروسية، انبثقت عام 1903 إثر النزاع الذي حدث بين لينين ويوليوس موروتوف أعضاء الحزب الشيوعي سيطر على جورجيا وقد شارك البلاشفة في هذة الهيمنة، ثم تلا ذلك اجتياح الجيش الأحمر لجورجيا، شاركت الجيكا في هزيمة البلاشفة للمنشفيك وتأسيس جورجيا س.س.ر عام 1922 أصبح بيريا رئيساً للفرع الجورجي للخليفة الجيكا الـ (بالإنجليزية: OGPU)‏.
في عام 1924 قُمع العصيان الوطني الجورجي، وأُعدم 10,000 شخص، على إثر هذه القسوة منح بيريا أمر الراية الحمراء (بالإنجليزية: Order of the Red Banner)‏ كوِسام استحقاق، وعُيِّن رئيساُ لقسم الشرطة السرية الإدارة السياسية المشتركة للدولة في جنوب للقوقاز.
في عام 1926 أصبح رئيساً للـ OGPU في جورجيا، واستقدم ليلتحق بستالين، والذي هو أيضاً من جورجيا، ويُصبح حليفاً له في صعوده للسلطة في الحزب الشيوعي والنظام السوفيتي، بعض المؤرخين ذكروا أنه بذل قصار جهده في التودد لستالين لدخول الدوائر الداخلية للنظام السوفيتي.
عُين بريا سكرتيراً للحزب الشيوعي عام 1931 ولإقليم جنوب القوقاز عام 1932، وأصبح عضواً في اللجنة المركزية للحزب الشيوعي عام 1934، وخلال هذه الفترة بدء بمهاجمة زملائه الأعضاء في الحزب الشيوعي الجورجي، ومنهم كايوز ديفدرياني وكان وزيراً للتعليم في جورجيا س.س.ر حيث قام بقتل أشقائه.
في عام 1935 أصبح بيريا من أكثر التابعين الموثوقين لدى ستالين، فثبت موقعه في حاشيته.

## بيريا والـ NKVD
في أغسطس عام 1948 جلب ستالين بيريا إلى موسكو ليصبح رئيساً للـ المفوضية الشعبية للشؤون الداخلية؛ الوزارة المسؤولة بمراقبة قوى الشرطة، والتي نفذت التصفية الكبرى.
عام 1939 أصبح بيريا العضو المرشح كمدير تنفيذي للحزب الشيوعي، بالرغم من أنه لم يصبح كامل العضوية حتى عام 1946، إلا أنه كان أصلاً من كبار القادة في الدولة السوفيتية.
في 5 مارس 1940 أرسل بريا ملاحظة لستالين بأن السجناء البولنديين في غرب بلاروسيا وأوكرانيا ومعظمهم كانوا ضباطاً عسكريين، قد تم إعدامهم.
في أكتوبر 1950- فبراير 1952 نفذت الـ NKVD تصفية جديدة للحزب الشيوعي بقيادة بيريا، والذي عُين رئيساً لمجلس الحكومة في فبراير 1951.
عام 1951 جُعل كومسار جنرال لدولة الأمن، وهي أعلى رتبة عسكرية قانونية في نظام الشرطة السوفيتية ذلك الوقت والتي تعادل رتبة مارشال.
وبمغادرة الألمان للتراب السوفيتي، بدأ بيريا بالتعامل مع كل الأقليات التي تعاونت مع الألمان حيث تم نفيهم، لآسيا الوسطى من أراضي الاتحاد السوفيتي.
في ديسمبر 1947 كان بيريا المشرف على صنع القنبلة الذرية السوفيتية، وقد أُنجزت عام 1949.

## بعد ستالين
انهار ستالين بعد عشاء مع بيريا وقادة سوفيت آخرين، ومات بعد 4 أيام، في مذكرات الوزير مولوتوف (نُشرت عام 1993) ادعى أن بيريا سمّم ستالين وأنه خرج متباهياً قائلاً «لقد تخلصت منه» والدليل أن ستالين بعد أن فقد الوعي لم يتلقَّ العلاج إلّا بعد مرور ساعات.
بعد موت ستالين أصبح بريا رئيساً للوزراء وحليفه ملنكوف أصبح كقوة خلف العرش، ونيكيتا خرتشوف سكرتيراً للحزب، والذي كان يعتبر أقل أهمية من رئاسة الوزراء،
و تعهد بيريا بالتحررية، وصفح عن ملايين السجناء، وفي أبريل وقع معاهدة بمنع التعذيب في سجون الاتحاد السوفيتي خلافاً لماضيه الملطخ بالدماء، شكك البعض وخاصة بعد أحداث تمرد 1953 في شرق ألمانيا بأن بيريا يريد إنهاء الحرب الباردة وأنه تلقّى الدعم من الولايات المتحدة، فأقنع نيكيتا خرتشوف وباقي القادة بمساندته ضد بيريا حتى حليفه مالنكوف تخلى عنه.
في 26 يونيو 1953 اُعتقل بيريا وأصدرت المحكمة بحقه حكماً بالإعدام هو وجميع أنصاره، ويًقال أن بريا قبل إعدامه جثى على ركبتيه طلباً للرحمة، ولكنه اُعدم رمياً بالرصاص في 23 ديسمبر 1953.

## روابط خارجية
- لافرينتي بيريا على موقع الموسوعة البريطانية (الإنجليزية)
- لافرينتي بيريا على موقع الموسوعة البريطانية (الإنجليزية)
- لافرينتي بيريا على موقع مونزينجر (الألمانية)
- لافرينتي بيريا على موقع إن إن دي بي (الإنجليزية)